# ...au-delà du hasard

…au-delà du hasard est une œuvre pour quatre formations instrumentales et une formation vocale, composée par Jean Barraqué en 1958-1959.

## Histoire
Le compositeur Jean Barraqué s'inspire pour plusieurs de ses œuvres d'un roman de Hermann Broch, La Mort de Virgile. Il a déjà composé Le Temps restitué sur un texte tiré de ce roman. En 1958, il reprend une musique de scène pour une commande qui n'a pas abouti, sur des citations de La Mort de Virgile. L'œuvre est dédiée à André Hodeir.
…au-delà du hasard est créé le 26 janvier 1960, à Paris, au Théâtre de l'Odéon, par l'ensemble du Domaine musical, dirigé par Pierre Boulez, avec les sopranos Simone Codinas et Ethel Semser, la contralto Marie-Thérèse Cahn, Yvonne Loriod au piano, Hubert Rostaing à la clarinette, et le Jazz Groupe de Paris dirigé par André Hodeir. 

## Mouvements
1. La nuit sans rayons
2. Incapables…
3. Quelles marques…
4. La démesure…
5. Dans la multitude…
6. Instrumental 1
7. Pour la lisière…
8. Instrumental 2
9. Avant la citation
10. Aveuglé par le rêve
11. Instrumental 3
12. …au-delà des immenses lignes
13. D'une pensée sans nuit

## Effectif
1. Deux trompettes, trombone, saxophone alto, saxophone ténor, saxophone baryton, vibraphone ;
2. célesta, glockenspiel, xylophone, harpe, vibraphone, piano solo ;
3. Trois percussionnistes ;
4. Quatre clarinettes dont une soliste ;
5. Deux sopranos dont une soliste, contralto.

## Analyse
Jean Barraqué a présenté son œuvre comme un ensemble de visions proches du rêve :

« Il y a là, comme dans le rêve – où les hantises et les obsessions et les images de la vie sont reprises non textuelles mais sur un autre mode –, le même genre de mimétisme involontaire et voulu, inconscient et recherché. »

André Hodeir a commenté la participation de musiciens de jazz pour la création de l'œuvre : 

« Il s'agit d'un phrasé tout à fait discontinu. Cela représente toujours d'énormes difficultés, même pour des musiciens très habitués à ce type d'exécution. […] Le défi lancé ici est celui de l'hétérogénéité. »